# Echthromorpha ceramocare
Echthromorpha ceramocare là một loài tò vò trong họ Ichneumonidae.